# Frida Sundemo
Frida Anna Carina Sundemo, född 2 maj 1986 i Fässbergs församling, Göteborgs och Bohus län, är en svensk sångerska, låtskrivare och producent. 2015 gjorde hon skådespelardebut i den brittiska filmen "Kill your Friends".

## Diskografi

### Album
- 2010 – Dear, Let It Out [3][4]
- 2013 – For You, Love [5]
- 2017 – Flashbacks & Futures [6]

### EP
- 2014 – Lit Up By Neon
- 2018 – Islands (Remixes)
- 2020 – Sounds in My Head

### Singlar
- 2012 – "Indigo"
- 2013 – "Snow"
- 2013 – "Home"
- 2013 – "A Million Years"
- 2013 – "For You, Love"
- 2014 – "Drawn To You"
- 2015 – "You"
- 2015 – "Keep An Eye On Me"
- 2016 – "We Are Dreamers"
- 2017 – "It's OK"
- 2017 – "The Sun"
- 2017 – "Gold"
- 2018 – "Over You - Kasbo"
- 2018 – Islands (Sondr Remix)
- 2018 – Islands (Pure Version)
- 2019 – Nothing Can Hurt Me
- 2019 – Gazelles
- 2020 – Nothing Can Hurt Me (Pure Version)
- 2020 – Anything
- 2021 – Backbone (Pure Version)
- 2021 – Vart jag mig än vänder, tillsammans med Emil Gustafsson.